# Тарасівка (Шевченківський старостинський округ)
Тара́сівка — село в Україні, в Магдалинівській селищній громаді Самарівського району Дніпропетровської області. Населення за переписом 2001 року становить 79 осіб. Орган місцевого самоврядування - Шевченківський старостинський округ Магдалинівської селищної ради.

## Географія
Село Тарасівка знаходиться за 1 км від лівого берега річки Чаплинка, за 0,5 км від села Шевченківка.